# Flemming Ellegaard
Flemming Ellegaard (født 1960) er en tidligere dansk atlet. Han er medlem af Glostrup IC.

## Danske mesterskaber
- Sølv 1986 Trespring 14,32